# Stazione di Napoli Piazza Garibaldi
Stazione di Napoli Piazza Garibaldi vasútállomás Olaszországban, Nápoly településen.

## Vasútvonalak
Az állomást az alábbi vasútvonalak érintik:
- Villa Literno-Nápoly-vasútvonal

## Kapcsolódó állomások
A vasútállomáshoz az alábbi állomások vannak a legközelebb:
- Stazione di Napoli Gianturco (Stazione di Napoli San Giovanni-Barra, Line 2)
- Stazione di Napoli Piazza Cavour (Stazione di Pozzuoli Solfatara, Line 2)
- Stazione di Napoli Piazza Cavour (Stazione di Napoli Campi Flegrei)
- Stazione di Napoli Gianturco (Stazione di Castellammare di Stabia)
- Stazione di Napoli Gianturco (Stazione di Salerno)
- Stazione di Napoli Gianturco (Stazione di Caserta)